# Амантеа
Амантеа (итал. Amantea) је насеље у Италији у округу Козенца, региону Калабрија.
Према процени из 2011. у насељу је живело 8917 становника. Насеље се налази на надморској висини од 13 м.

## Географија
| Клима (Амантеа)             | Клима (Амантеа) | Клима (Амантеа) | Клима (Амантеа) | Клима (Амантеа) | Клима (Амантеа) | Клима (Амантеа) | Клима (Амантеа) | Клима (Амантеа) | Клима (Амантеа) | Клима (Амантеа) | Клима (Амантеа) | Клима (Амантеа) | Клима (Амантеа) |
| Показатељ \ Месец           | .Јан.           | .Феб.           | .Мар.           | .Апр.           | .Мај.           | .Јун.           | .Јул.           | .Авг.           | .Сеп.           | .Окт.           | .Нов.           | .Дец.           | .Год.           |
| --------------------------- | --------------- | --------------- | --------------- | --------------- | --------------- | --------------- | --------------- | --------------- | --------------- | --------------- | --------------- | --------------- | --------------- |
| Апсолутни максимум, °C (°F) | 13,4 (56,1)     | —               | —               | —               | —               | —               | —               | —               | —               | —               | —               | —               | 13,4 (56,1)     |
| Средњи максимум, °C (°F)    | 13,4 (56,1)     | 13,8 (56,8)     | 15,6 (60,1)     | 18,1 (64,6)     | 22,0 (71,6)     | 25,8 (78,4)     | 28,4 (83,1)     | 29,0 (84,2)     | 26,4 (79,5)     | 22,2 (72)       | 18,3 (64,9)     | 15,2 (59,4)     | 29 (84,2)       |
| Средњи минимум, °C (°F)     | 7,6 (45,7)      | 7,3 (45,1)      | 8,5 (47,3)      | 10,6 (51,1)     | 13,7 (56,7)     | 17,8 (64)       | 20,5 (68,9)     | 20,8 (69,4)     | 18,4 (65,1)     | 14,8 (58,6)     | 11,8 (53,2)     | 9,1 (48,4)      | 7,3 (45,1)      |
| Количина падавина, mm (in)  | 116 (45,7)      | 73 (28,7)       | 100 (39,4)      | 63 (24,8)       | 54 (21,3)       | 21 (8,3)        | 13 (5,1)        | 20 (7,9)        | 61 (24)         | 75 (29,5)       | 137 (53,9)      | 171 (67,3)      | 904 (355,9)     |
| [ тражи се извор ]          |                 |                 |                 |                 |                 |                 |                 |                 |                 |                 |                 |                 |                 |

## Становништво
Према резултатима пописа становништва 2011. у општини је живело 13.754 становника.
| 1931. | 1936. | 1951.  | 1961.  | 1971.  | 1981.  | 1991.  | 2001.  | 2011.  |
| ----- | ----- | ------ | ------ | ------ | ------ | ------ | ------ | ------ |
| 8.338 | 8.738 | 10.792 | 10.687 | 10.623 | 11.198 | 11.913 | 13.268 | 13.754 |